# Mimma Zavoli
Mimma Zavoli (Santarcangelo di Romagna, 13 febbraio 1963) è una politica e insegnante sammarinese, dal 1º aprile al 1º ottobre 2017 capitano reggente della Serenissima Repubblica di San Marino, assieme a Vanessa D'Ambrosio.
Dal 2012 è membro del Consiglio Grande e Generale nelle liste del Movimento Civico10.
È stata presidente della commissione affari interni, membro della commissione affari di giustizia, componente del Consiglio dei XII, oltre che membro del Gruppo nazionale presso l'unione interparlamentare.
Mimma Zavoli e Vanessa D'Ambrosio sono la prima coppia reggenziale nella storia della Repubblica di San Marino formata da due donne.